# Iwan Todorow Stranski
Iwan Todorow Stranski (bulgarisch Иван Странски; * 6. April 1886 in Sliwen; † 29. Oktober 1959 in Sofia) war ein bulgarischer Agrarwissenschaftler.

## Leben
Stranski war ab 1929 als Professor tätig. Er gründete das Institut für Bodenkunde der Bulgarischen Akademie der Wissenschaften, dessen Leiter er von 1947 bis 1959 war. 
In seinen wissenschaftlichen Arbeiten befasste er sich mit der Erforschung der Böden in Bulgarien sowie der Düngung, Züchtung und Geschichte von Kulturpflanzen.

## Werke (Auswahl)
- Kritičeski izučvanija vurchu bulgarskitě karamfili, Leipzig 1935
- Visokoplaninskite rastenija v Bǔlgarija, Sofia 1966